# Baniniya
Baniniya (nep. बनिनिया) – gaun wikas samiti w środkowej części Nepalu w strefie Dźanakpur w dystrykcie Dhanusa. Według nepalskiego spisu powszechnego z 2011 roku liczył on 693 gospodarstwa domowe i 3646 mieszkańców (1893 kobiety i 1753 mężczyzn).